# Stourhead

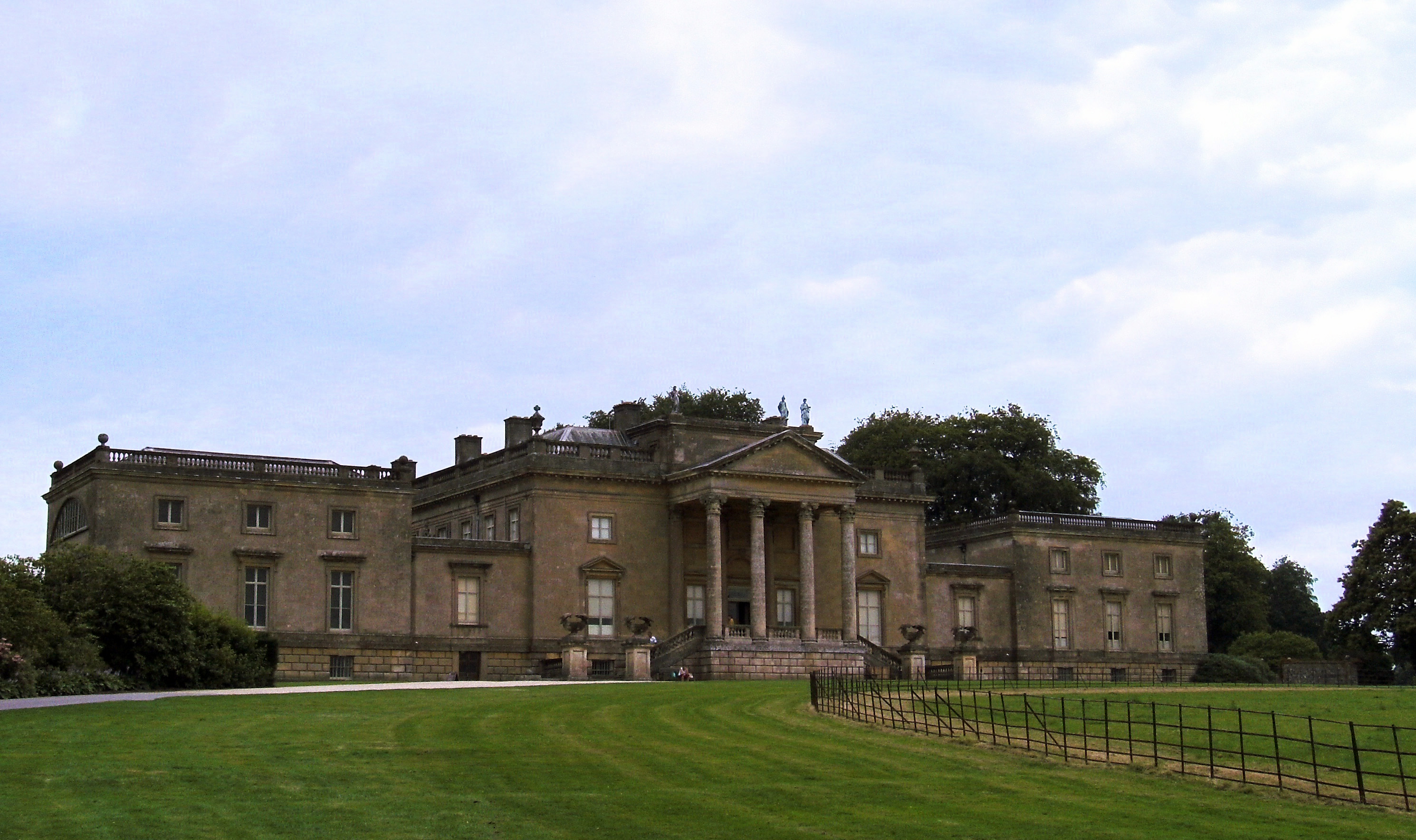
Stourhead House

Stourhead je pozemek o rozloze 1072 ha (2650 akrů) u pramene řeky Stour nedaleko Mere, ve Wiltshire, v Anglii. Součástí objektu je panské sídlo v palladianském stylu,
 obec Stourton, zahrady, zemědělská půda a lesy. Stourhead je ve vlastnictví National Trust od roku 1946. Jako dobová úprava pozemku je velmi ceněna úprava okolí ve stylu 18. století (anglický park).

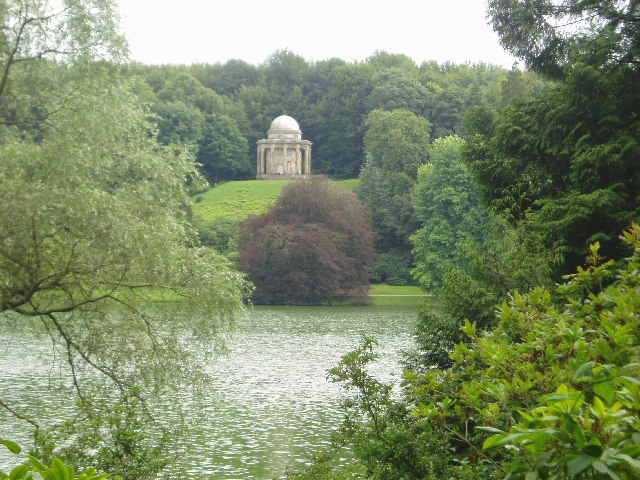

## Historie
Rod Stourtonů, baroni ze Stourtonu, žili na Stourheadském panství 500 let, dokud nebylo prodáno siru Thomasi Meresovi v roce 1714. Jeho syn, John Meres, majetek prodal Henrymu Hoare I., synu bohatého bankéře Sira Richarda Hoare v roce 1717. Původní zámek byl zbourán a nový dům, byl postaven jako jeden z prvních svého druhu. Byl navržen Colenem Campbellem a postaven Nathanielem Iresonem v letech 1721 a 1725. V průběhu dalších 200 let rod Hoare získal mnoho majetku z dědictví, včetně velké knihovny a uměleckých sbírek. V roce 1902 byl dům zničen požárem. Nicméně, mnoho z dědictví bylo zachováno, a dům byl rekonstruován přibližně do původního stylu. Poslední rodinný příslušník rodu Hoare, který byl i vlastníkem majetku, Henry Hugh Arthur Hoare, daroval dům Stourhead a zahrady organizaci National Trust v roce 1946, jeden rok před svou smrtí. Jeho jediný dědic a syn, kapitán "Harry" Henry Colt Arthur Hoare (člen oddílu Queen's Own Dorset Yeomanry), zemřel na zranění, které utržil v bitvě u Mughar Ridge dne 13. listopadu 1917 v I. světové válce. Kapitána "Harry" Hoare připomíná pamětní deska na památníku v Stourhead. Poslední člen rodu Hoare, který se narodil v domě je Edward Hoare dne 11. října 1949.

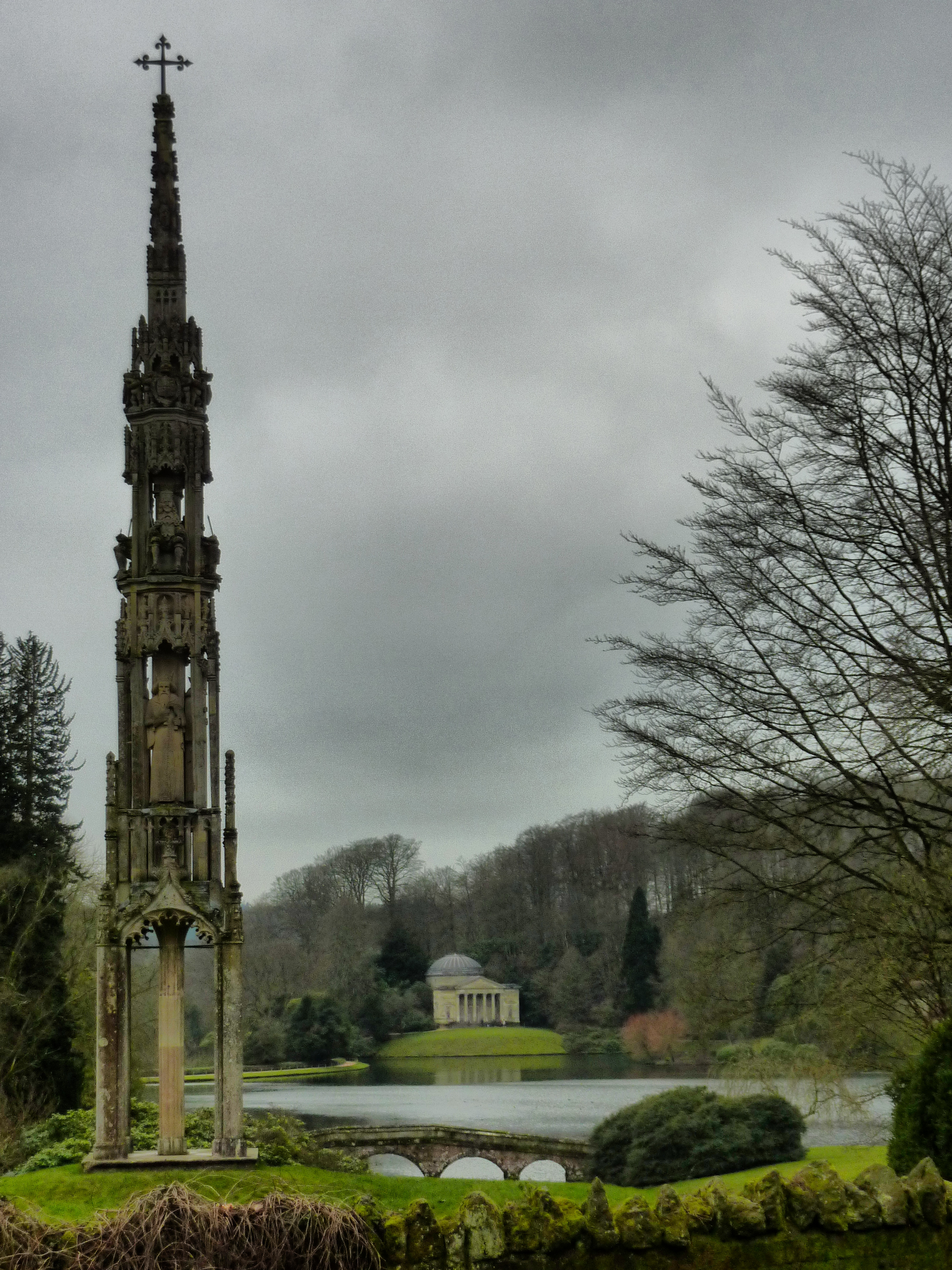
Bristol High Cross
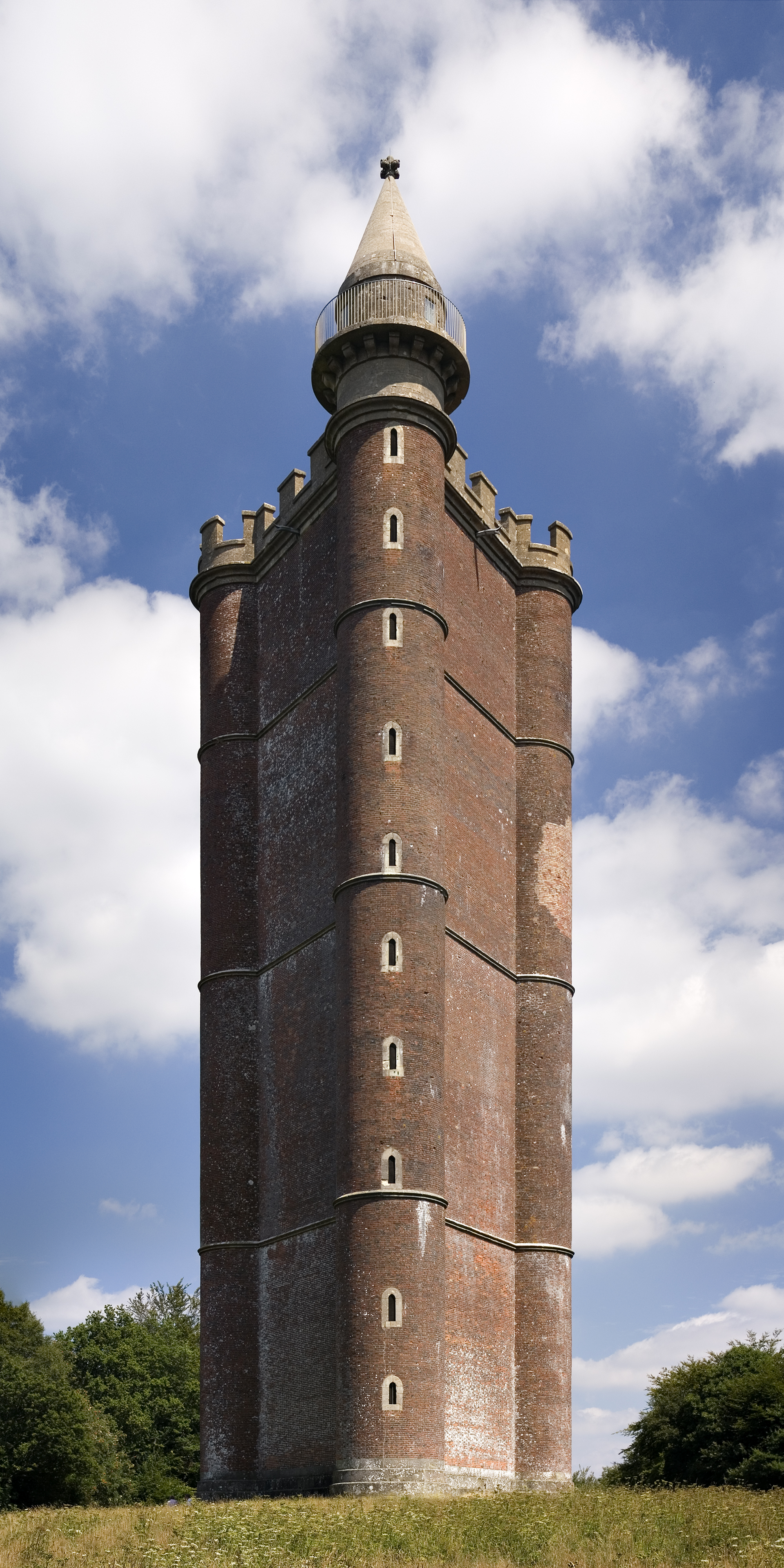
King Alfred's Tower - věž krále Alfreda.
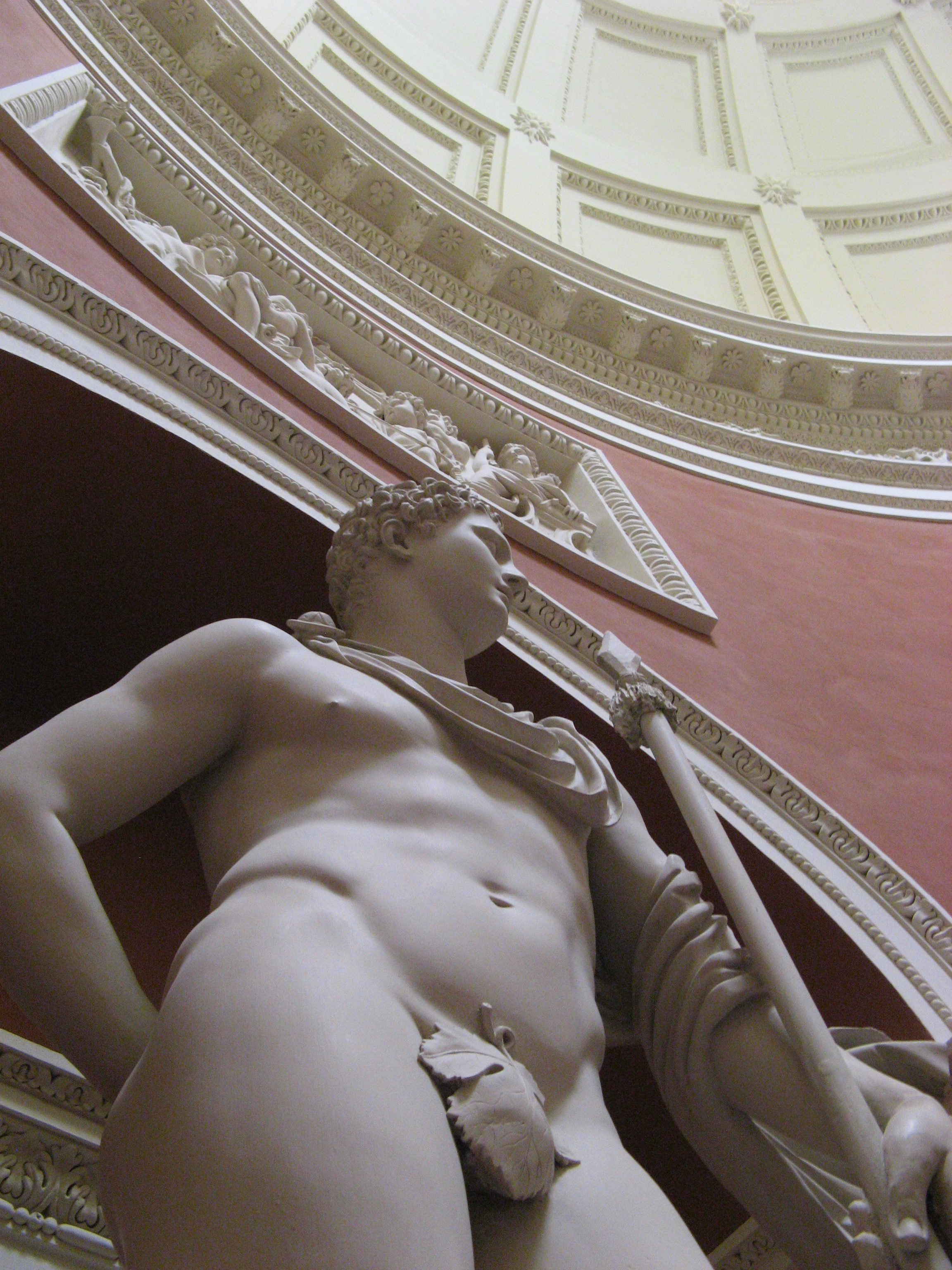
Stourhead, socha v Pantheonu.
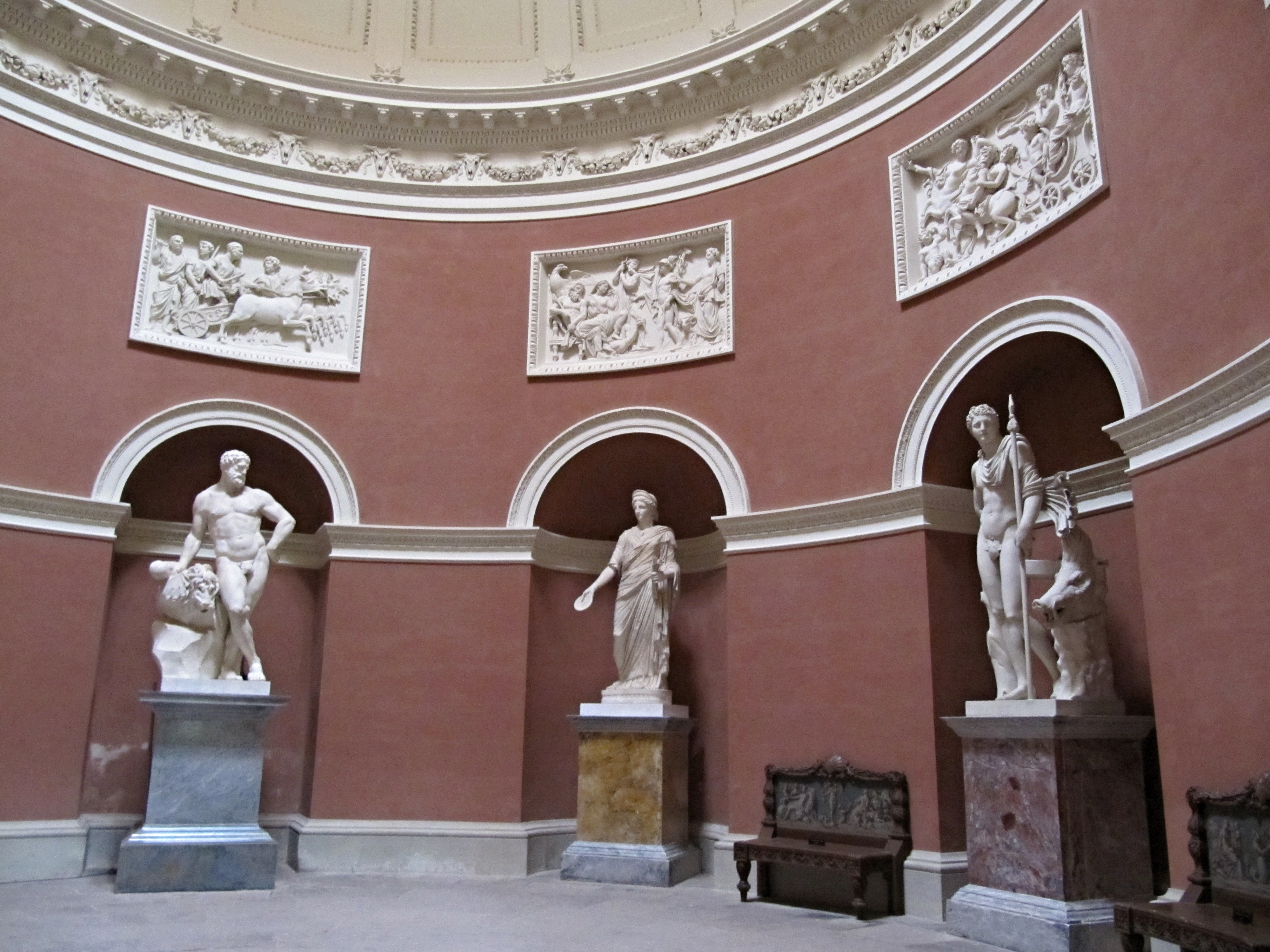
Sochy v Pantheonu.

## Zahrada

### Architektura

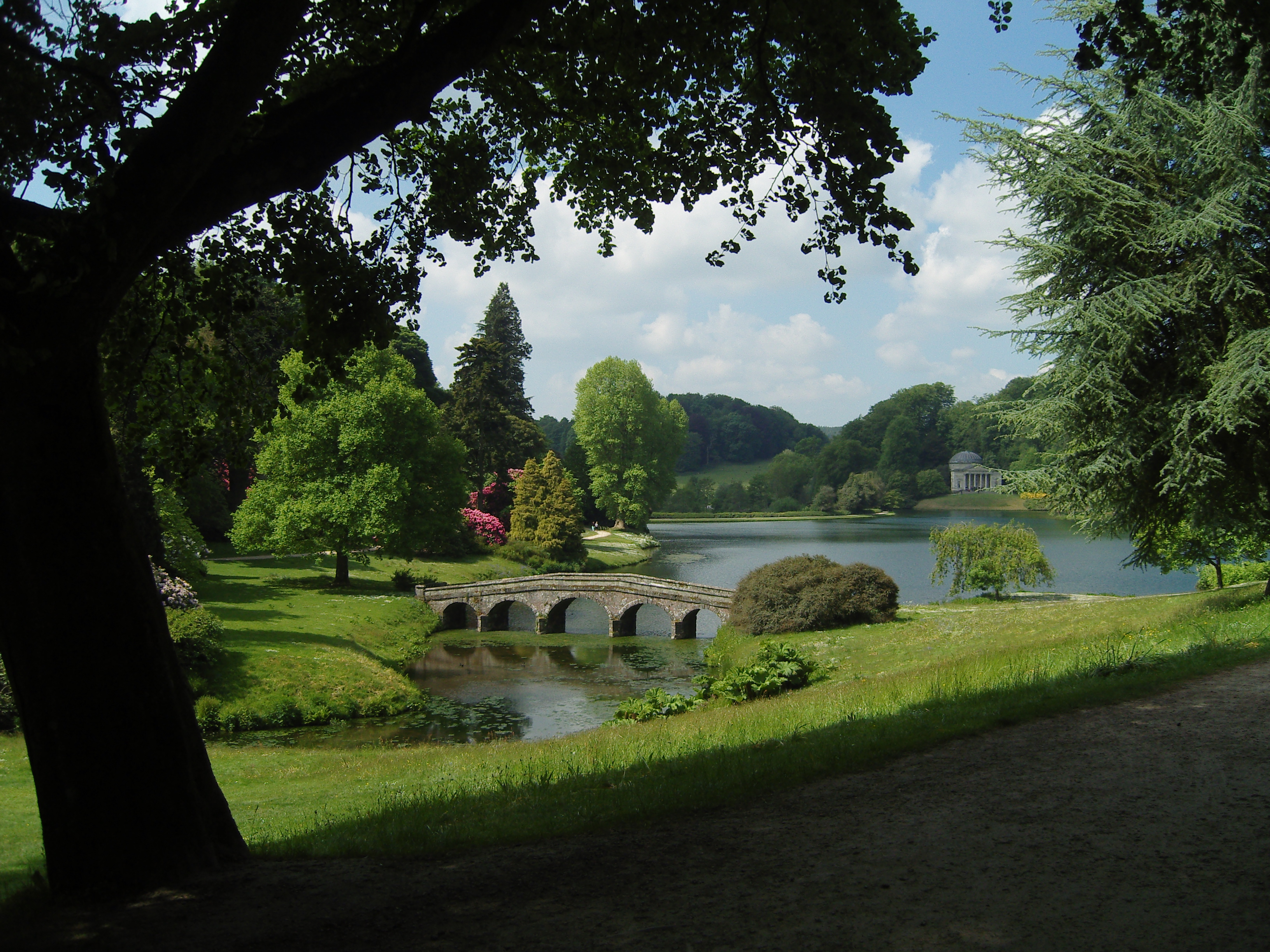

I když hlavní osnova panství v Stourhead byla vytvořena Colenem Campbellem, byly zde různí jiní architekti podílející se na vývoji parku v průběhu let. William Benson, nevlastní bratr Henryho Hoare, byl částečně odpovědný za úpravy panství v roce 1719. Francis Cartwright, stavitel a architekt, získal kvalifikaci "zodpovědný provinční projektant v palladianském stylu" a pracoval na Stourhead v letech 1749–1755. Cartwright byl známý řezbář, pravděpodobně pracoval s materiály jako je dřevo a kámen. Předpokládá se, že jeho příspěvek na Stourhead byl v tomto směru. Nathaniel Ireson byl stavitel a provedl velký objem prací na pozemku. Je to dílo které založilo jeho kariéru v roce 1720. Původní panství zůstalo nedotčeno, i když byly provedeny změny a dodatky v průběhu času. Henry Flitcroft postavil na pozemku tři chrámy a věž. Chrám bohyně Ceres byl přidán v roce 1744, následovala stavba Herkulova chrámu v roce 1754 a Apollónův chrám v roce 1765. Ten stejný rok navrhl Alfredovu věž, ale nedokončil stavbu do roku 1772. V roce 1806, zedník a stavební konstruktér John Carter přidal okrasné domy na pozemku na žádost Sira Richarda Hoare Colta. Architekt William Wilkins vytvořil zámeček v řeckém stylu v roce 1816 pro Sira R. Colt Hoare. V roce 1840, více než sto let poté, co byly postaveny původní budovy, byl najat Sirem Hughem Hoare Charles Parker, aby provedl na panství úpravy. Bylo přidáno sloupoví (portikus) do hlavní budovy , spolu s dalšími změnami. Konstrukce úprav se držela v souladu s původními plány.

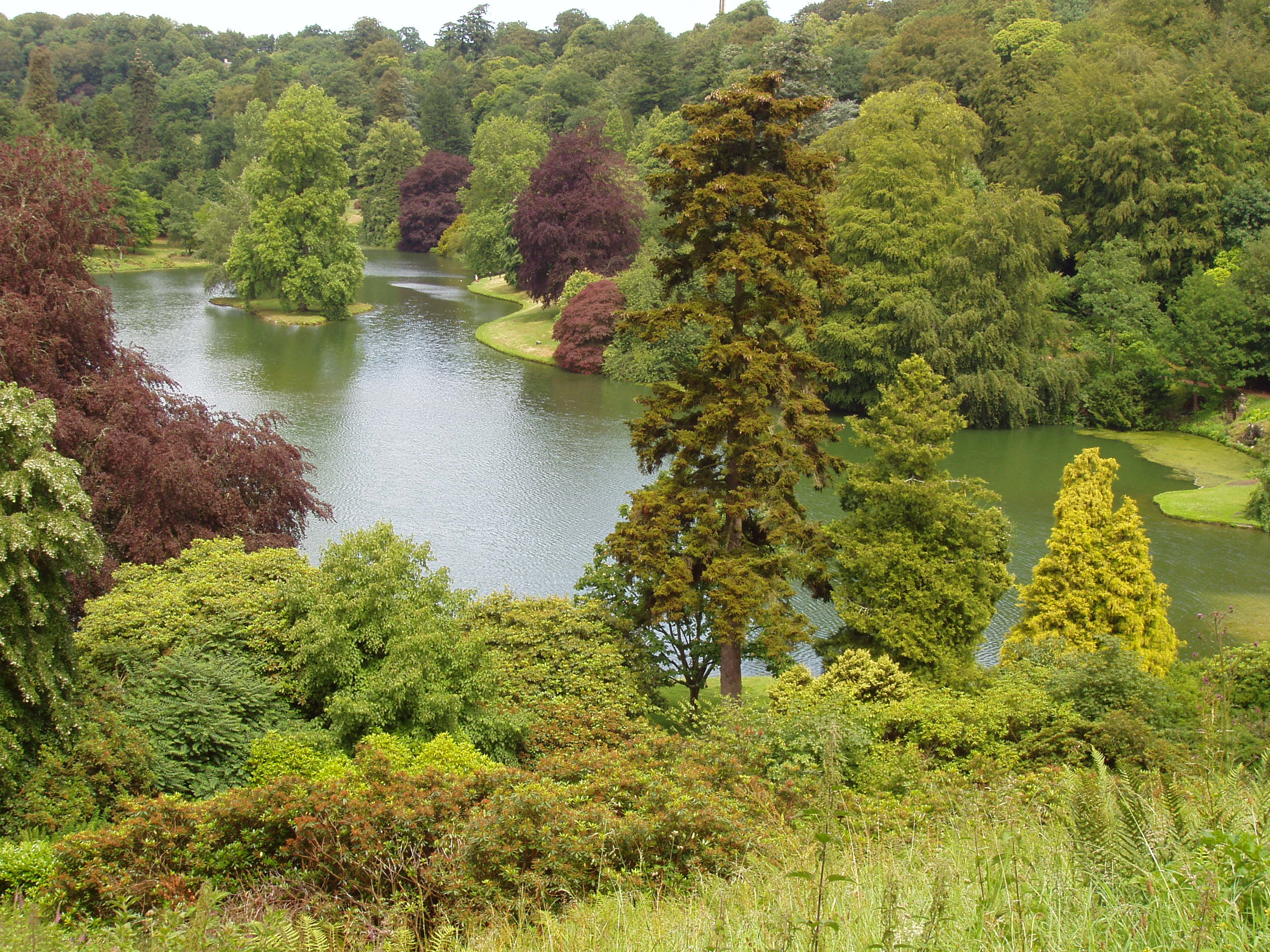

### Genius loci
Jezero v Stourhead je uměle vytvořeno. Cesta kolem jezera má připodobnit cestu Aenea do podsvětí. Kromě řecké mytologie, rozložení působí jako "genius loci" vlivem konceptu slavného básníka Alexandra Pope. Budovy a památky A. Pope postavil na památku rodiny a místní historie. Henry Hoare byl sběratelem umění – jedno z jeho děl (které vlastnil) byl Aeneas na Delosu od Nicolase Poussina. Tento obraz jej inspiroval k úpravě designu zahrad.

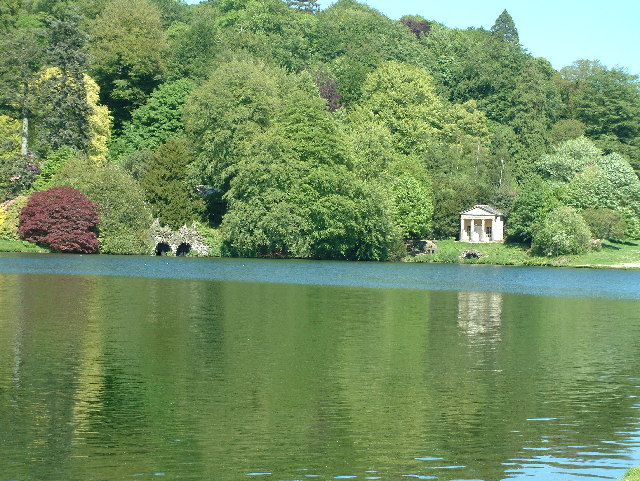
V krajinářské architektuře ve stylu anglického parku jsou pestrolisté kultivary používány zřídka. Jsou považovány za nevhodné, rušivé v harmonické kompozici. Rovněž přílišná pestrost habitu stromů by bylo možné snadno považovat za vadu.

Pasáže vyprávějící o cestě Aenea jsou uvedeny v chrámech kolem jezera. Památky jsou používány tak, aby tvořily celek a vzájemně na sebe navazovaly. Například Pantheon navržený Flitcroftem láká návštěvníky k procházce k němu, ale jakmile jej pozorovatel dosáhne, pohled z protějšího břehu jezera láká k použití cesty v sníženém terénu k pokračování do okolních míst, kde pozorovatel má možnost přemýšlet nad celém okolním panorama. Pantheon byl považován za nejdůležitější vizuální prvek zahrad. Tak jako mnoho dalších kusů uměleckých děl ve vlastnictví Hoare, líčí cesty Aenea. Výsadba v zahradě byla uspořádána takovým způsobem, který evokoval různé nálady. Podle Henryho Hoare, "zeleň by měla společně v souladu s velkými hmotami jako stíny jsou v obraze, v . kontrastu k temným masám a světlostí ulehčit každou temnou hmotu malými světle zelenými jiskrami."
Zahrady byly navrženy Henrym Hoare II. a byly upraveny mezi léty 1741 a 1780 v designu klasickém pro Anglii 18. století (anglický park), kolem velkého jezera, vytvořeného přehrazením malého potoka. Inspirací k vzniku této úpravy byly práce malířů jako Claude Lorrain, Nicolas Poussin, a zejména Gaspar Dughet, který maloval utopické krajiny podobné italské krajině. Tyto obrazy byly podobné jako styl úprav zahrad v Stowe. Podle tohoto vzoru i další zahrady té doby měly být módně upraveny podle obrazů. „Obrazoborecký“ styl úprav kritizuje Humphry Repton v knize Umění zahradní architektury.

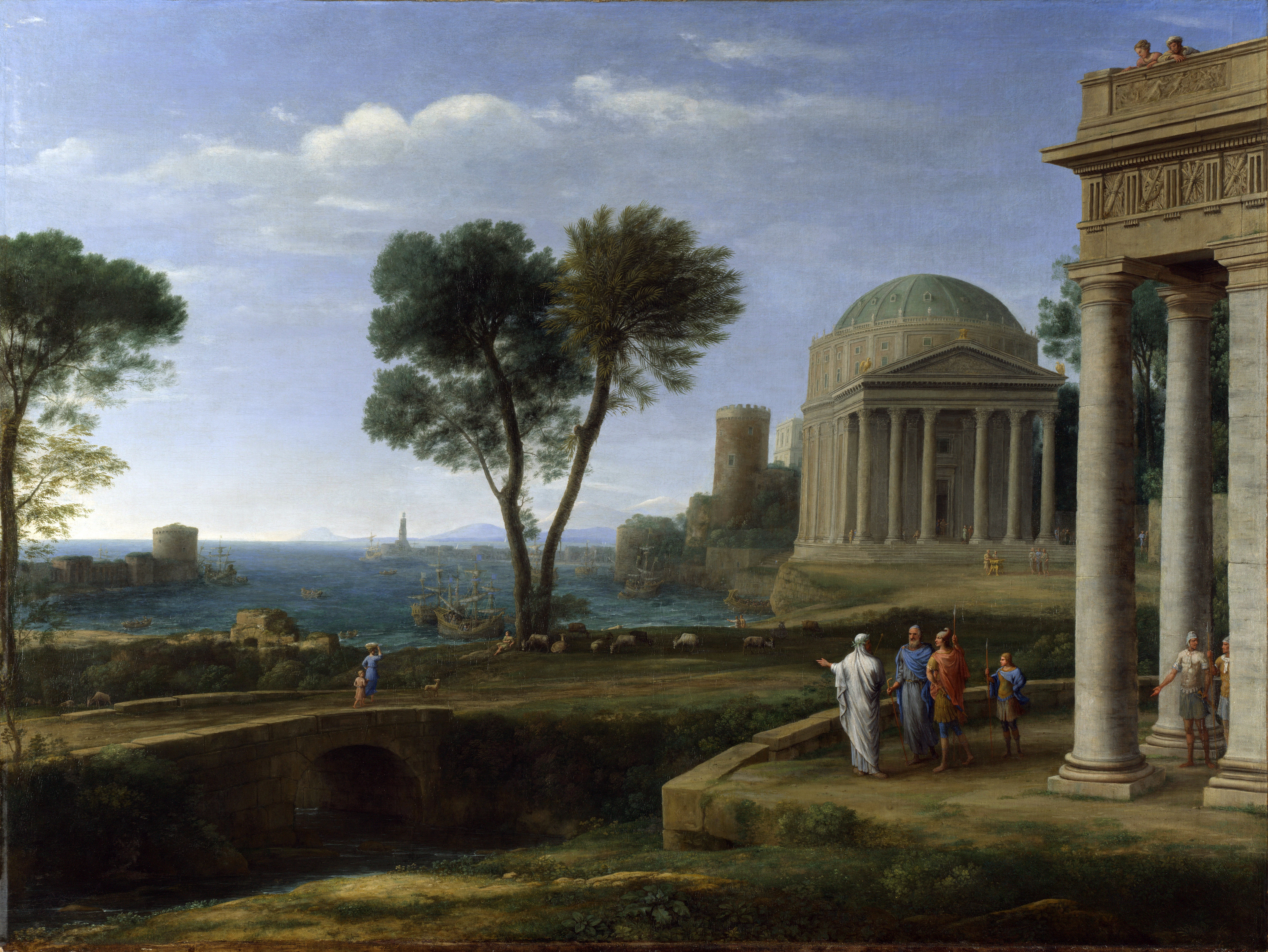
Claude Lorrain, Aeneas na Delosu

V zahradě je řada chrámů inspirovaných scénami z Grand Tour of Europe, tradičního výletu vyšší třídy (kasty) Britů po Evropě. Na jednom kopci s výhledem do zahrady stojí obelisk a Věž krále Alfreda vysoká 50 m, s povrchem z cihel, navržená Henry Flitcroftem v roce 1772. Na jiném kopci je chrám Apolla nabízející vhodné místo k pohledu na nádherné rododendrony, vodní prvky, kaskády a chrámy. Velký středověký Bristol High Cross byl přesunut z Bristolu do zahrady. Mezi kopci obklopujícími chrámy jsou také zbytky dvou opevnění z doby železné Whitesheet Hill a Park Hill Camp.
Apollónův chrám je přesnou kopií archeologického nálezu v Baalbeku.

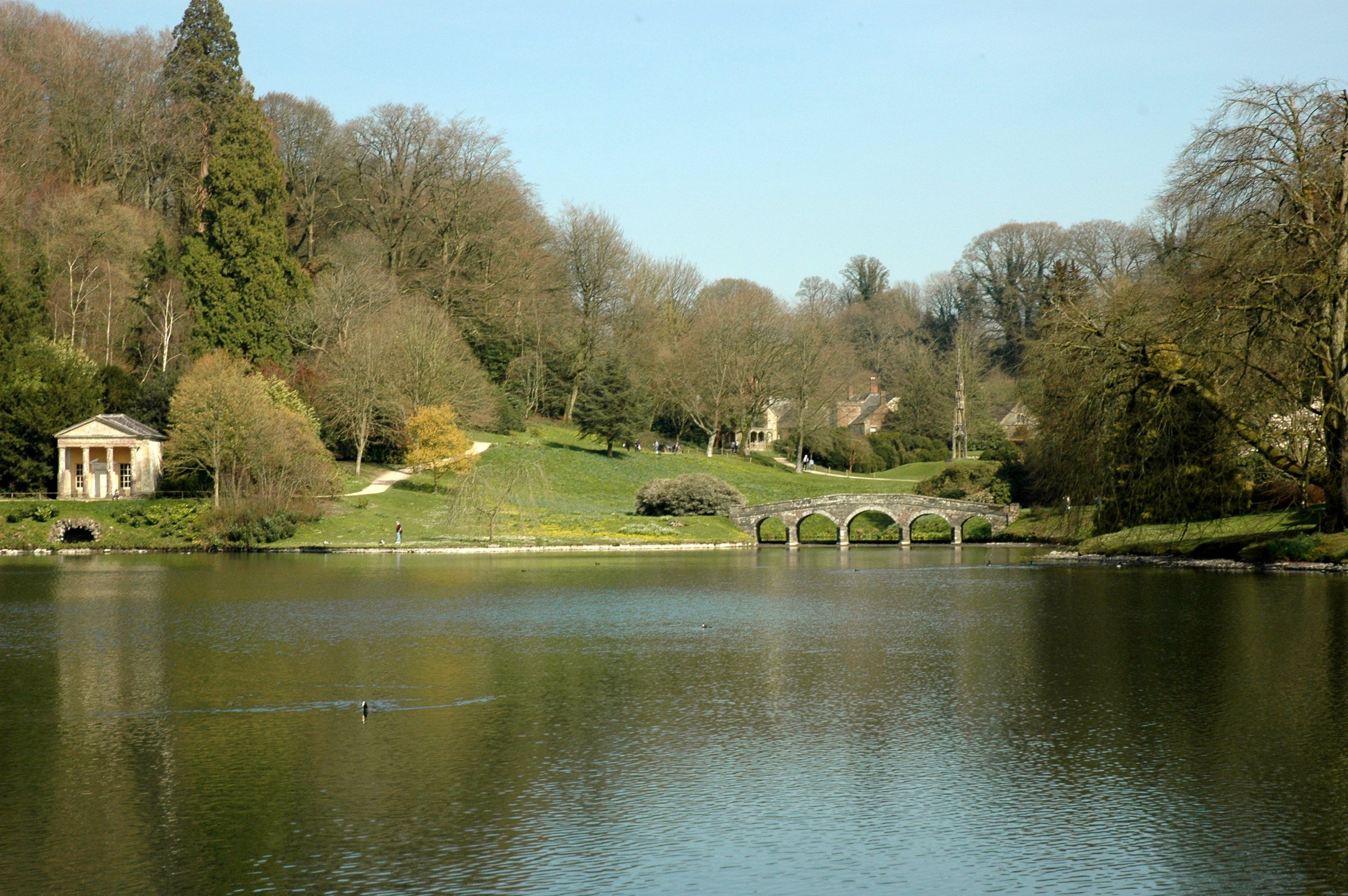
Architektonické prvky v Stourhead.

Zahrady jsou velkou sbírkou stromů a keřů z celého světa.
Richard Colt Hoare, vnuk Henry Hoare II, zdědil Stourhead v roce 1783. Přistavěl křídlo zámku s knihovnou a na zahradě zbudoval loděnice a odstranění několik úprav, které nebyly v souladu s klasickými a gotickými prvky (včetně tureckého stanu). Také významně rozšířil výsadby. Apollónův chrám stoupá ze zalesněného svahu, který byl vysazen v době úprav Colta Hoare. S vášní pro starověk, měl vykopat 400 starověkých mohyl pro výzkum historie starověkého Wiltshire.
Když byl park v Stourhead poprvé otevřen v roce 1740, časopisy jej popisovaly jako žijící dílo umění (‘a living work of art’). Jeden z nejvýznamnějších architektů 20. a 21. století v ČR Ivar Otruba dává úpravu parku do souvislosti s postupem industrializace: „tvůrce… …ve snaze „odvrátit" vliv technické, přímočaré a spěchající civilizace, utíká do přírody, idealizuje a dotváří ji symbolikou historických artefaktů.“

## Zajímavosti
- Miniaturní repliku Stourhead House vlastní Lady Penelope Creighton-Wardová v televizním seriálu  Thunderbirds.
- Apollónův chrám a Palladian Bridge účinkoval v roce 2005 ve filmu  Pýcha a předsudek.
- Stourhead House byl na obálce rockové kapely Milburn's.
- Zahrady byly použity ve filmu Barry Lyndon.
- V panství bylo na jednom místě místo určené pro krále, během života Williama Stourtona, 11. barona ze Stourtonu, který byl monarchista.
- Dům byl zpustošen, v září 1644 generálem Ludlowem.

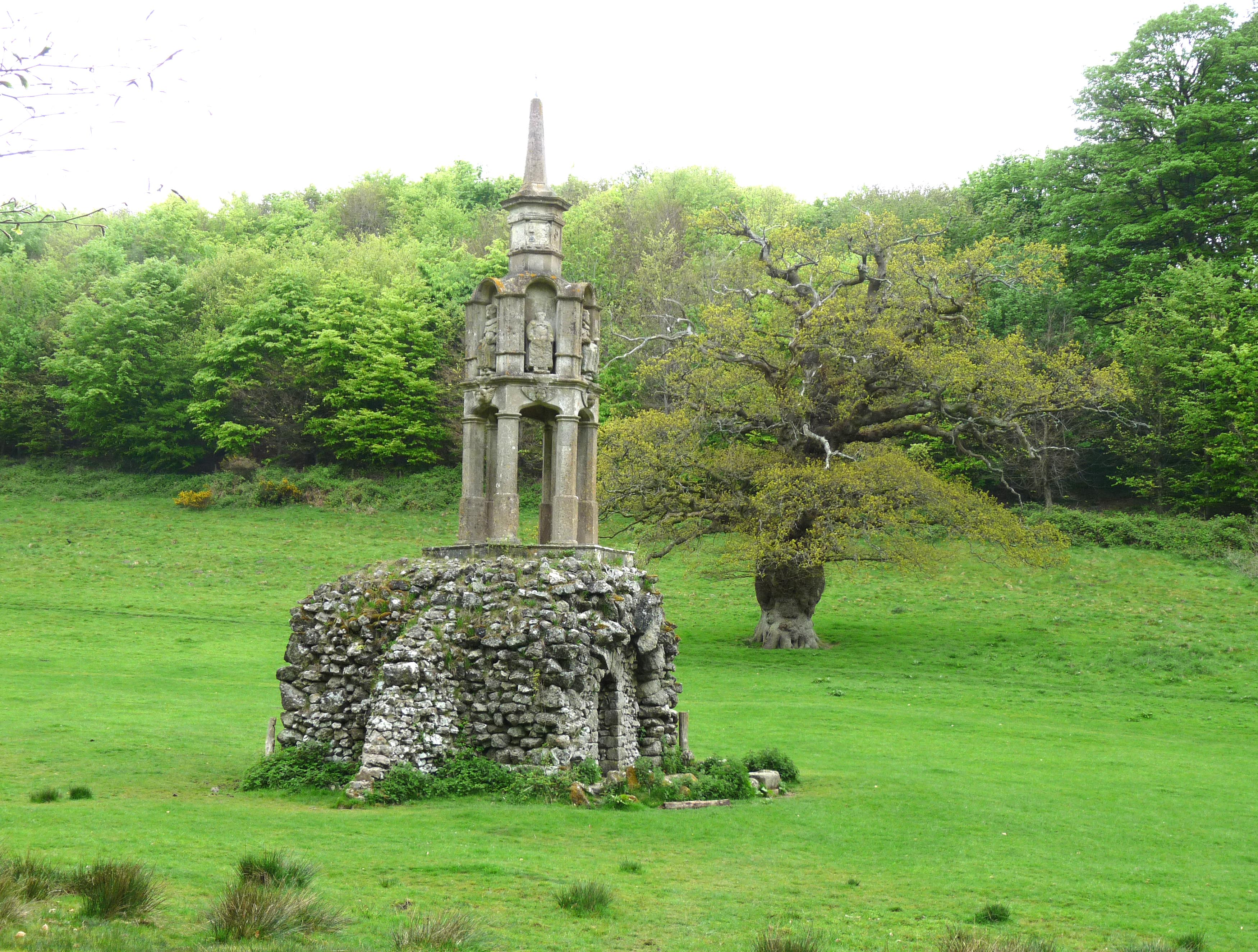
Obelisk
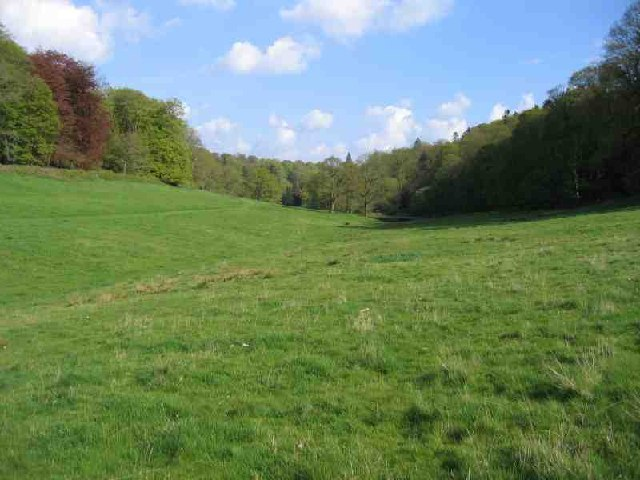
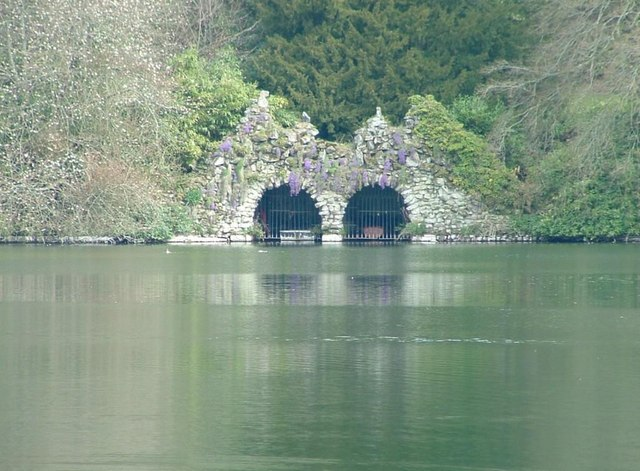
Loděnice
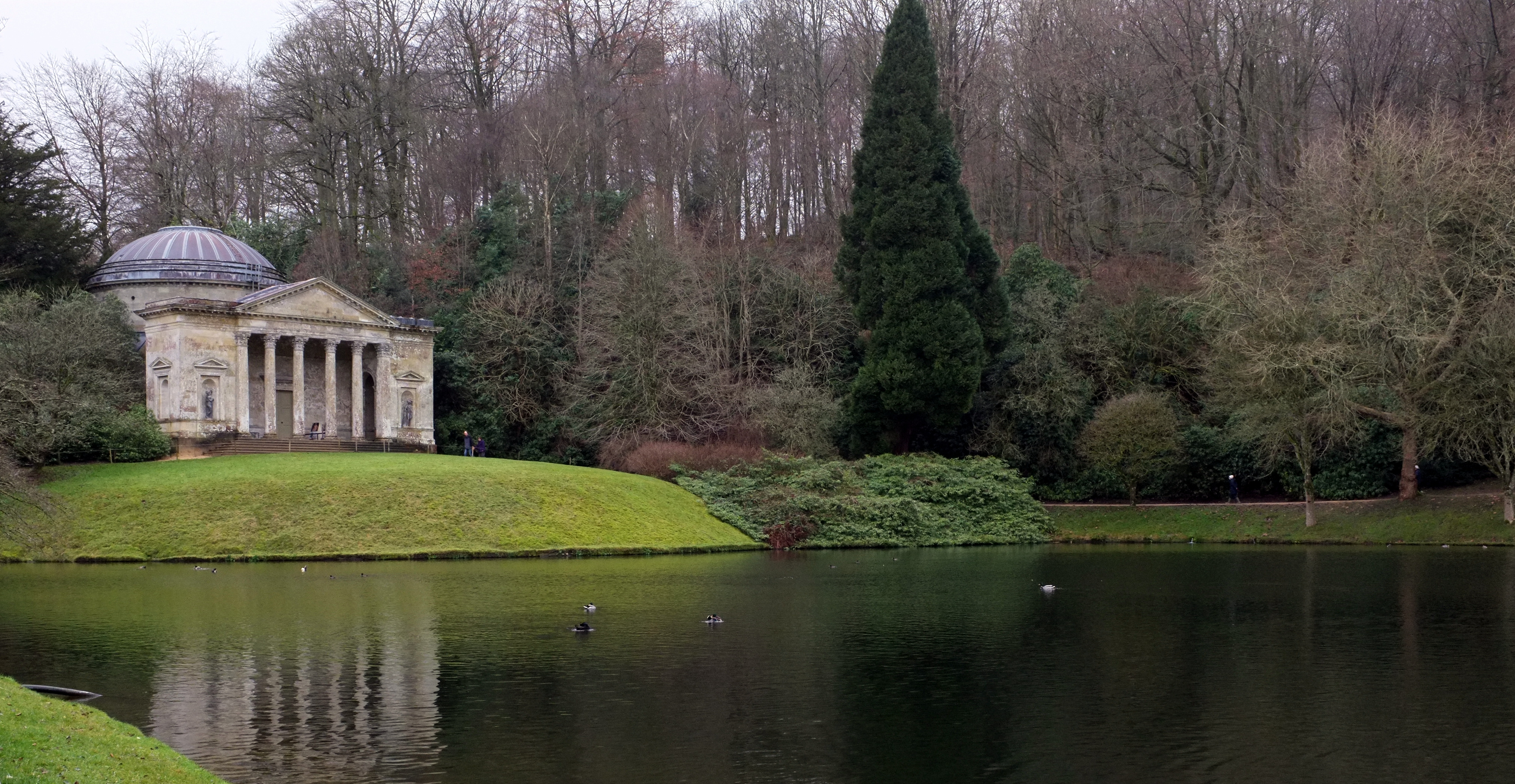
Pantheon
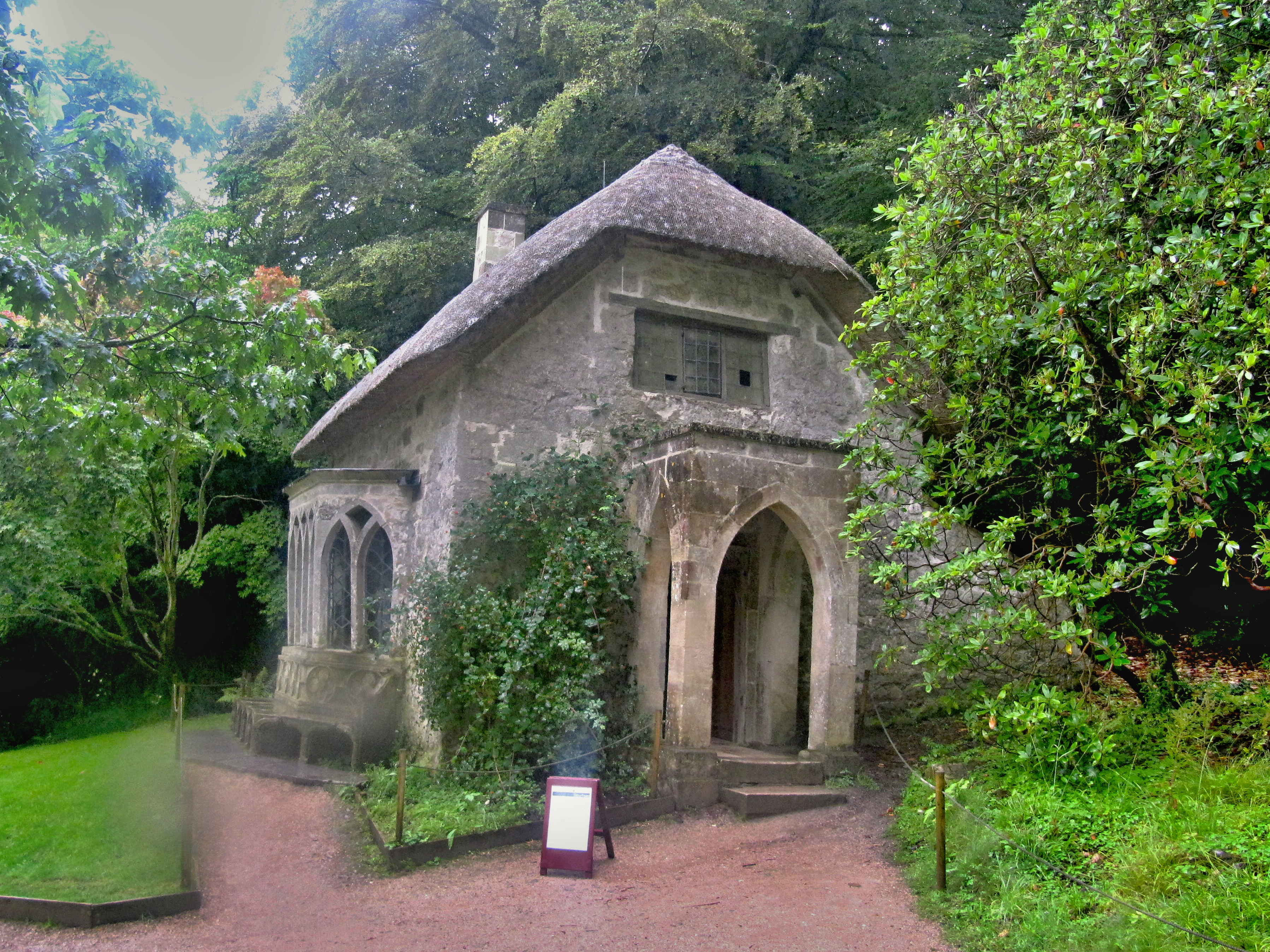
Okrasně domy.